# Bobov Dol
Bobov Dol (bulharsky Бобов дол) je město ležící v západním Bulharsku, v pohoří Koňavska planina. Je správním střediskem stejnojmenné obštiny a žije zde přes 5 tisíc obyvatel. Název je odvozen od údolí, v němž leží a které má tvar bobu.

## Historie
Přestože oblast byla osídlena již v thrácké době, první písemná zmínka se nachází v osmanském berním soupisu z roku 1576, kde se uvádí jako Bobodol. V roce 1822 byl postaven kostel svatého Mikuláše  V 30. letech 19. století geolog Ami Boué nalezl poblíž ložska černého uhlí. V roce 1881 byla zřízena zdejší škola. Roku 1891 byl otevřen uhelný důl, v té době první v Bulharsku, a hornictví se postupně stalo hlavním zaměstnáním mužské populace. Od roku 1917 sem vede z Dupnici železnice, tehdy postavená jako úzkololejka s rozchodem 600 mm. Po druhé světové válce zde kromě hornictví vyrostla další odvětví, především díky nedaleko postavené tepelné elektrárně, která umožnila vznik dalších průmyslových výrob, zprvu svázaných s těžebním průmyslem (závod na obohacování rud), později se rozvinulo i potravinářství. V letech 1944 – 49 byla místní železniční trať přebudována na normální rozchod a počátkem 90. let elektrizována. Od roku 2017 je provoz na trati přerušen. Největšího rozkvětu dosáhlo město na přelomu 70. a 80. let. V letech 1984 až 1989 sem byli přesídlováni Turci z Ludohoří a Kardžali.

## Obyvatelstvo
Ve městě žije 5 360 obyvatel a je zde trvale hlášeno 5 616 obyvatel. Podle sčítání 1. února 2011 bylo národnostní složení následující:
- Bulhaři: 5 067 (93.1 %)
- Romové: 283 (5.2 %)
- Turci: 43 (0.8 %)
- ostatní: 52 (1.0 %)